# اختفا (فیلم)
اختفا (به انگلیسی: The Silencing) یک فیلم در ژانر اکشن-تریلر آمریکایی-کانادایی به کارگردانی رابین پرانت و نویسندگی میکا رنوم است که در سال ۲۰۲۰ اکران شد. نیکولای کاستر-والدو و آنابل والیس از ستارگان آن هستند. این فیلم دربارهٔ یک شکارچی و کلانتر است که به دنبال قاتلی می‌گردند که سال‌ها پیش دختر شکارچی را ربوده‌است.
این فیلم در ۱۶ ژوئیه ۲۰۲۰ از طریق سینمای خانگی پخش شد، و قرار است در ۱۴ اوت ۲۰۲۰ توسط سابان فیلمز به‌صورت وی‌اودی در دسترس قرار گیرد.

## بازیگران
- نیکولای کاستر-والدو در نقش ریبرن سوانسون
- آنابل والیس در نقش کلانتر آلیس گوستافسون
- هیرو فاینس-تیفین در نقش بروکس گوستافسون
- زان مک‌کلارنون
- ملانی اسکروفانو در نقش دبی
- شاون اسمیت در نقش دکتر بون